# Anisodactylus californicus
Anisodactylus californicus är en skalbaggsart som beskrevs av Pierre François Marie Auguste Dejean. Anisodactylus californicus ingår i släktet Anisodactylus och familjen jordlöpare. Inga underarter finns listade i Catalogue of Life.